# 1. česká futsalová liga 2008/2009
V soubojích 17. ročníku 1. české futsalové ligy 2008/09 se utkalo v základní části 12 týmů dvoukolovým systémem podzim - jaro. Do vyřazovací částí postoupilo prvních osm týmů v tabulce. Nováčky soutěže se staly týmy SK Olympik Mělník (vítěz 2. ligy – sk. Západ) a Helas Sunny Days Brno (vítěz 2. ligy – sk. Východ). Vítězem základní části soutěže se stal tým FK ERA-PACK Chrudim. Sestupujícími se staly týmy SK Kladno a VSK VŠB TU Ostrava. Vítězem soutěže se stal tým FK ERA-PACK Chrudim, který ve finále porazil tým Eco Investment Praha 3:0 na zápasy.

## Kluby podle krajů
- Praha (1): Eco Investment Praha
- Středočeský (4): SK Kladno, SK Olympik Mělník, Selp SV Mladá Boleslav, FC Benago Zruč nad Sázavou
- Pardubický (3): FK ERA-PACK Chrudim, FC Torf Pardubice, 1. FC Nejzbach Vysoké Mýto
- Jihomoravský (1): Helas Sunny Days Brno
- Olomoucký (1): 1. FC Delta Real Šumperk
- Moravskoslezský (2): CC Satum Czech Jistebník, VSK VŠB TU Ostrava

## Základní část
| Poř. | Tým                        | Z  | V  | R | P  | VG  | OG  | B  |
| ---- | -------------------------- | -- | -- | - | -- | --- | --- | -- |
| 1.   | FK ERA-PACK Chrudim        | 22 | 22 | 0 | 0  | 134 | 40  | 66 |
| 2.   | Eco Investment Praha       | 22 | 15 | 4 | 3  | 99  | 59  | 49 |
| 3.   | FC Benago Zruč nad Sázavou | 22 | 10 | 6 | 6  | 94  | 76  | 36 |
| 4.   | SELP Mladá Boleslav        | 22 | 9  | 6 | 7  | 81  | 69  | 33 |
| 5.   | Helas Sunny Days Brno      | 22 | 10 | 3 | 9  | 87  | 92  | 33 |
| 6.   | 1. FC Nejzbach Vysoké Mýto | 22 | 8  | 4 | 10 | 84  | 90  | 28 |
| 7.   | 1. FC Delta Real Šumperk   | 22 | 8  | 3 | 11 | 75  | 117 | 27 |
| 8.   | FC Torf Pardubice          | 22 | 7  | 5 | 10 | 57  | 62  | 26 |
| 9.   | CC Satum Czech Jistebník   | 22 | 7  | 3 | 12 | 60  | 69  | 24 |
| 10.  | SK Olympik Mělník          | 22 | 6  | 2 | 14 | 68  | 96  | 20 |
| 11.  | SK Kladno                  | 22 | 5  | 2 | 15 | 63  | 99  | 17 |
| 12.  | VSK VŠB TU Ostrava         | 22 | 3  | 6 | 13 | 60  | 93  | 15 |

Poznámky
- Z = Odehrané zápasy; V = Vítězství; R = Remízy; P = Prohry; VG = Vstřelené góly; OG = Obdržené góly; B = Body

|  | Postup do vyřazovací části soutěže       |
|  | Klub po ukončení vyřazovací části zanikl |
|  | Sestup do příslušné skupiny 2. ligy      |

## Vyřazovací část

### Čtvrtfinále
| Tým A                      | Výsledek série | Tým B                      | Výsledky jednotlivých zápasů |
| -------------------------- | -------------- | -------------------------- | ---------------------------- |
| FK ERA-PACK Chrudim        | 2:0            | FC Torf Pardubice          | 5:0, 3:2                     |
| Eco Investment Praha       | 2:1            | 1. FC Delta Real Šumperk   | 7:3, 4:5, 8:1                |
| FC Benago Zruč nad Sázavou | 2:1            | 1. FC Nejzbach Vysoké Mýto | 6:1, 2:3, 6:3pp              |
| Helas Sunny Days Brno      | 0:2            | SELP Mladá Boleslav        | 1:3, 3:3pp (3:4pk)           |

### Semifinále
| Tým A                | Výsledek série | Tým B                      | Výsledky jednotlivých zápasů |
| -------------------- | -------------- | -------------------------- | ---------------------------- |
| FK ERA-PACK Chrudim  | 3:2            | SELP Mladá Boleslav        | 1:4, 3:2, 3:4pp, 3:0, 5:2    |
| Eco Investment Praha | 3:0            | FC Benago Zruč nad Sázavou | 8:2, 4:0, 7:4                |

### Finále
| Tým A               | Výsledek série | Tým B                | Výsledky jednotlivých zápasů |
| ------------------- | -------------- | -------------------- | ---------------------------- |
| FK ERA-PACK Chrudim | 3:0            | Eco Investment Praha | 8:1, 6:0, 4:3                |

## Vítěz
| 1. celostátní liga 2008/09 FK ERA-PACK Chrudim (5. titul) |